# Luz-Saint-Sauveur
Luz-Saint-Sauveur is een gemeente in het Franse departement Hautes-Pyrénées (regio Occitanie). De plaats maakt deel uit van het arrondissement Argelès-Gazost en ligt op 711m hoogte. De plaats is bekend door de tempelierskerk uit de twaalfde en dertiende eeuw omringd door fortificaties. Vanaf eind negentiende eeuw worden warmwaterbronnen gebruikt in een kuuroord. Luz-Saint-Sauveur telde op 1 januari 2022 914 inwoners.

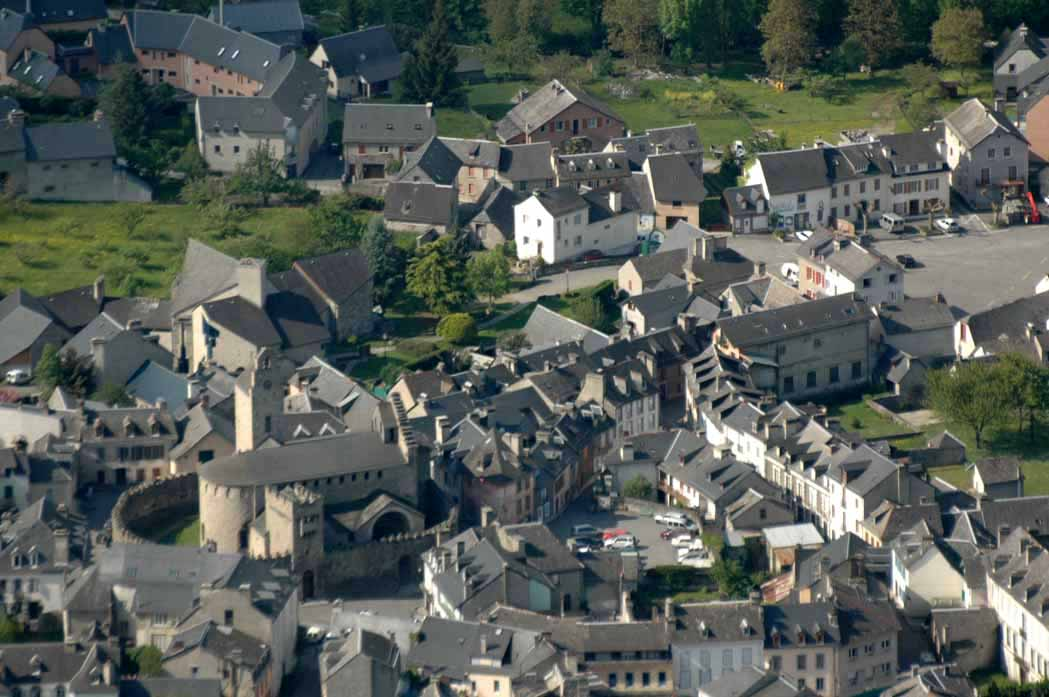
Luz-Saint-Sauveur
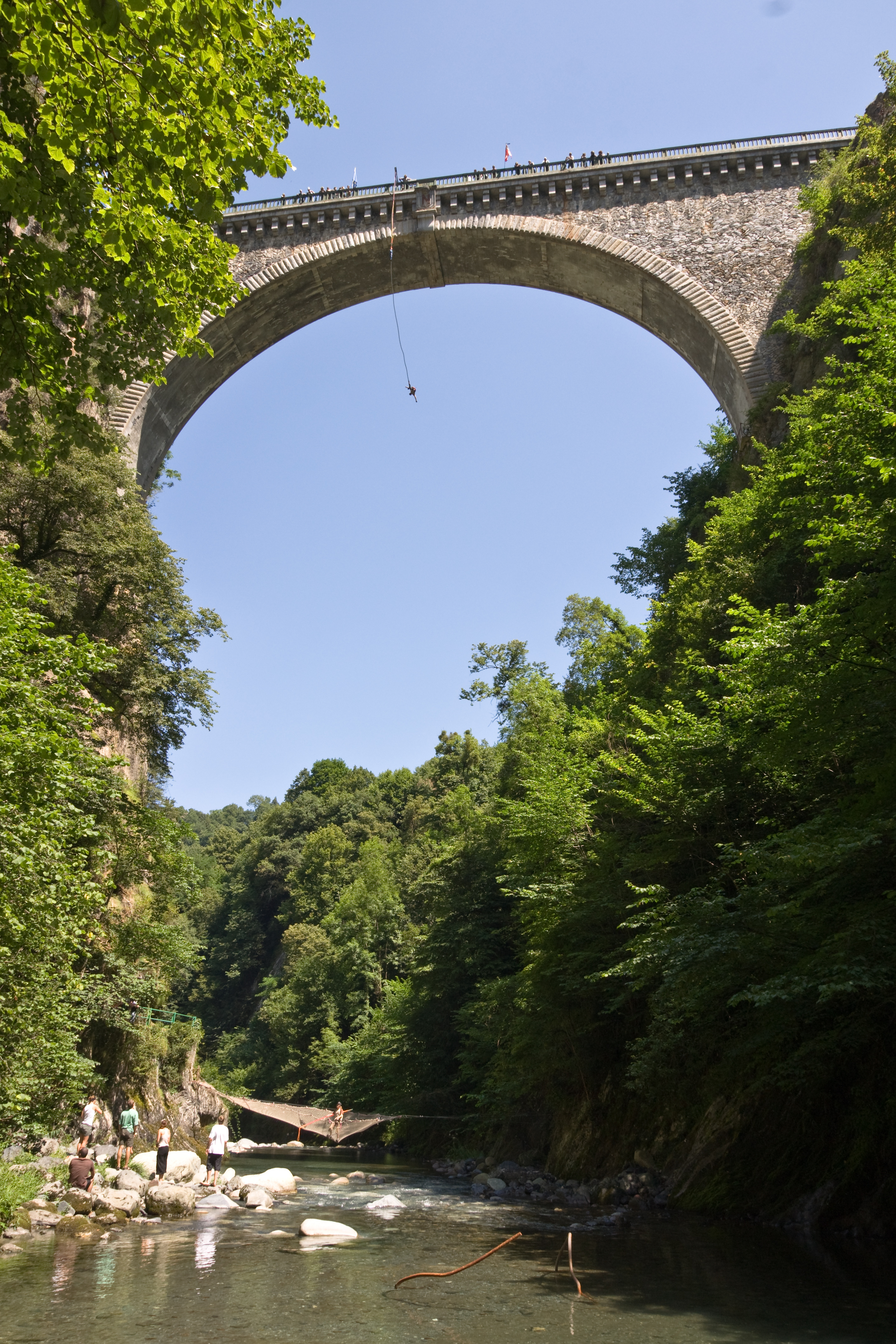
Napoleonbrug

## Geografie
De oppervlakte van Luz-Saint-Sauveur bedroeg op 1 januari 2022 50,38 vierkante kilometer; de bevolkingsdichtheid was toen 18,1 inwoners per km².

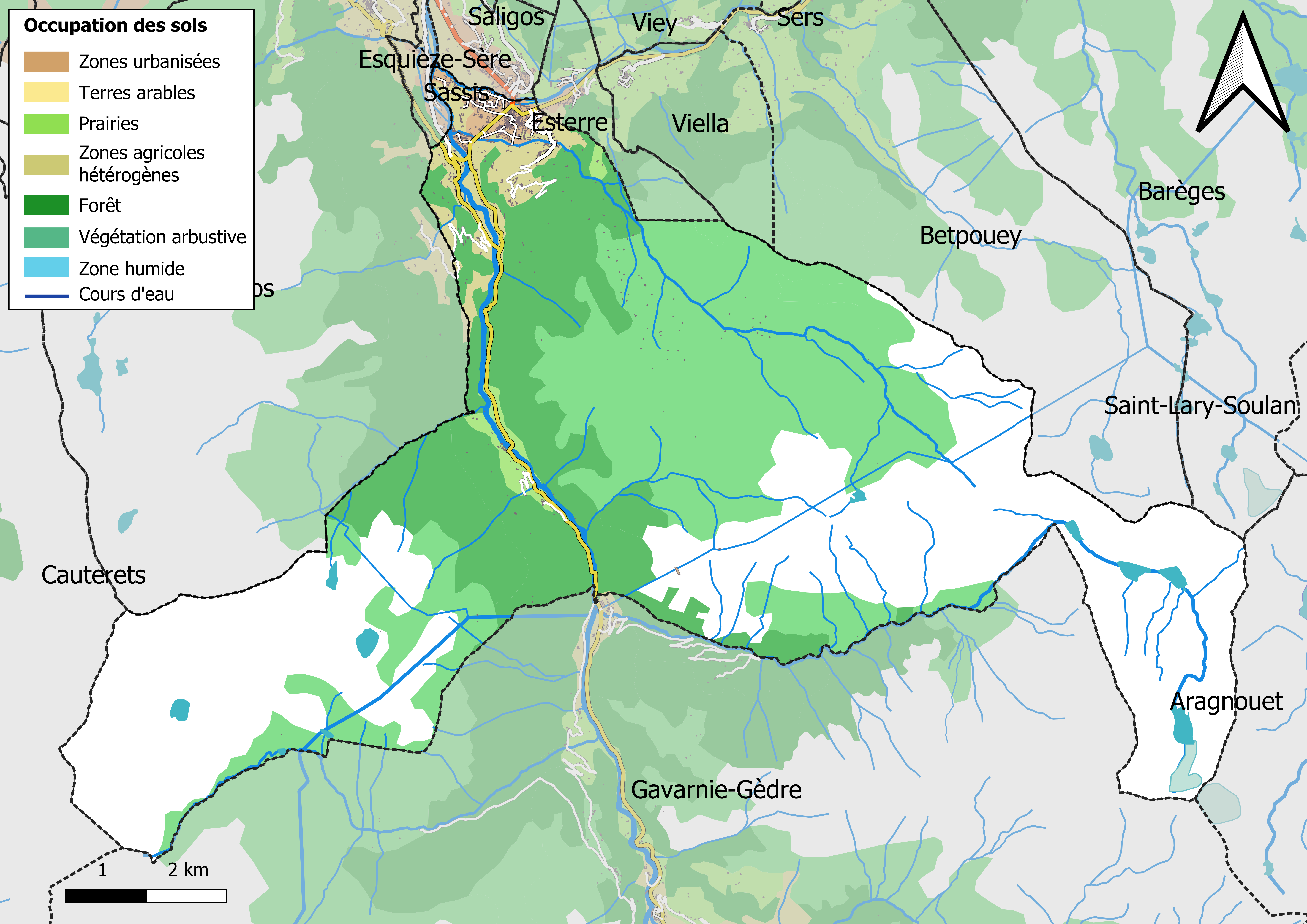
Kaart van de gemeente met belangrijkste infrastructuur, bodemgebruik en omliggende gemeenten

## Demografie
Onderstaande figuur toont het verloop van het inwonertal (bron: INSEE-tellingen).